# Saint-Philibert (Québec)
Pour les articles homonymes, voir Saint-Philibert.
Saint-Philibert est une municipalité dans la municipalité régionale de comté de Beauce-Sartigan au Québec (Canada), située dans la région administrative de Chaudière-Appalaches. Elle est nommée en l'honneur de Philibert de Tournus.

## Histoire
Le 14 février 2009, l'église construite en 1919 fut la proie d'un incendie criminel à la suite du cambriolage des objets sacrés. Un suspect fut arrêté le soir même.

### Chronologie
- 25 février 1919 : Érection de la paroisse de Saint-Philibert-de-Beauce.
- 21 septembre 1963 : La paroisse de Saint-Philibert-de-Beauce devient la municipalité de St-Philibert.
- 15 mars 1969 : La municipalité de St-Philibert devient la municipalité de Saint-Philibert.

## Géographie
Le ruisseau rivière des Abénaquis Sud-Ouest traverse la limite est de la municipalité et coule vers le nord.

## Démographie
| 1931 | 1941 | 1951 | 1956 | 1961 | 1966 | 1971 | 1976 | 1981 |
| ---- | ---- | ---- | ---- | ---- | ---- | ---- | ---- | ---- |
| 501  | 529  | 489  | 546  | 484  | 456  | 395  | 396  | 394  |

| 1986 | 1991 | 1996 | 2001 | 2006 | 2011 | 2016 | 2021 | - |
| ---- | ---- | ---- | ---- | ---- | ---- | ---- | ---- | - |
| 384  | 353  | 414  | 362  | 387  | 367  | 369  | 379  | - |

## Administration
Les élections municipales se font en bloc pour le maire et les six conseillers.
| Saint-Philibert Maires depuis 2001                                                                                   |                 |            |          |
| Élection | Maire           | Qualité    | Résultat |
| 2001 | Pascal Loignon  |            | Voir     |
| 2005 | Marc Nadeau     |            | Voir     |
| 2009 | Marc Nadeau     | Voir       |          |
| 2013 | Jean-Guy Plante |            | Voir     |
| 2017 | Jean-Guy Plante | Voir       |          |
| nov. 2018 | François Morin  | Conseiller | Voir     |
| 2021 | François Morin  | Conseiller | Voir     |
| Élection partielle en italique Depuis 2005, les élections sont simultanées dans toutes les municipalités québécoises |                 |            |          |